# Podwilczyn
Podwilczyn (deutsch Podewilshausen, kaschubisch Pòdwilczëno) ist ein Dorf in der Gemeinde Dębnica Kaszubska im Powiat Słupski (Kreis Stolp) der polnischen Woiwodschaft Pommern.

## Geographische Lage
Das Dorf liegt in Hinterpommern, im Landschaftsschutzpark Stolpetal, etwa 22 Kilometer südsüdöstlich der Stadt Słupsk (Stolp) und neun Kilometer südlich des Kirchdorfs Dębnica Kaszubska (Rathsdamnitz).

## Geschichte
Das Dorf Podewilshausen war im Zeitraum 1748–1752 im Stolper Stadtwald, der Loitz, als eine aus 16 Bauernhöfen bestehende Kolonie gegründet worden. Es war eine von den 200 Kolonien, die Friedrich der Große in Pommern gründete. Die neue Ortschaft war nach dem preußischen Außenminister Heinrich Graf von Podewils benannt worden. Im Jahr 1784 gab es dort außer den 16 Bauern einen Schulmeister, ein Bethaus und insgesamt 18 Haushaltungen. Die Bauern waren Eigentümer ihrer Höfe und bezahlten eine feste Pacht („Kanon“) an die Stadt Stolp. In den Jahren 1794/95 wurden die Höfe den Bauern in Erbzinspacht überlassen.
Im Jahr 1925 standen in Podewilshausen 37 Wohngebäude. 1939 wurden 69 Haushaltungen und 290 Einwohner gezählt. 
Bis 1945 gehörte das Dorf Podewilshausen zum Landkreis Stolp im Regierungsbezirk Köslin der Provinz Pommern. Die Gemeindefläche war 510 Hektar groß. Zur Gemeinde Podewilshausen gehörte auch der nordwestlich vom Dorf Podewilshausen gelegene Wohnplatz Mückenkaten. In Podewilshausen gab es 52 landwirtschaftliche Betriebe.
Gegen Ende des Zweiten Weltkriegs wurde Podewilshausen am 7. März 1945 von der Roten Armee besetzt. Zuvor war ein Treck mit allen Dorfbewohnern zur Flucht aufgebrochen, der jedoch in Schmaatz von sowjetischen Truppen überrollt wurde. Fast alle Dorfbewohner kehrten zurück. Später kamen Polen und übernahmen Häuser und Gehöfte des Dorfs. Podewilshausen wurde in Podwilczyn umbenannt. Die deutschen Dorfbewohner wurden vertrieben.
Später wurden in der Bundesrepublik Deutschland 128 und in der DDR 100 aus Podewilshausen gekommene Dorfbewohner ermittelt.
Das Dorf hat heute etwa 195 Einwohner.

### Schule
Im Jahr 1932 war die Volksschule in Podewilshausen zweistufig; ein einziger Lehrer unterrichtete dort zu dem Zeitpunkt in zwei Klassen 66 Schulkinder.

### Kirche
Die vor 1945 in Podewilshausen lebende Bevölkerung war durchweg evangelischer Konfession. Die Kirchengemeinde gehörte zum Kirchenkreis Stolp-Stadt. Die Kirche in Podewilshausen hatte wie die in Rowe einen freistehenden Glockenstuhl.

## Im Ort geborene Persönlichkeiten
- Leo Beilfuß (* 1937), deutscher Industriedesigner